# Neskowin
Neskowin is een plaats (census-designated place) in de Amerikaanse staat Oregon, en valt bestuurlijk gezien onder Tillamook County.

## Demografie
Bij de volkstelling in 2000 werd het aantal inwoners vastgesteld op 169.

## Geografie
Volgens het United States Census Bureau beslaat de plaats een oppervlakte van 3,7 km², geheel bestaande uit land. Neskowin ligt op ongeveer 4 m boven zeeniveau.

## Plaatsen in de nabije omgeving
De onderstaande figuur toont nabijgelegen plaatsen in een straal van 16 km rond Neskowin.